# Andy Linighan
Andy Linighan est un footballeur anglais né le 18 juin 1962 à Hartlepool.

## Carrière
- 1980-1984 : Hartlepool United  Angleterre
- 1984-1986 : Leeds United  Angleterre
- 1986-1988 : Oldham Athletic  Angleterre
- 1988-1990 : Norwich City  Angleterre
- 1990-1997 : Arsenal  Angleterre
- 1997-2000 : Crystal Palace  Angleterre
- 1999-2000 : Queens Park Rangers  Angleterre
- 2000-2001 : Oxford United  Angleterre